# Archiprezbiterat Baza-Jabalcón
Archiprezbiterat Baza-Jabalcón – jeden z 5 archiprezbiteratów diecezji Guadix w Hiszpanii. 
Według stanu na lipiec 2016 w jego skład wchodziło 18 parafii. 

## Lista parafii
Źródło:
| Lp. | Miejscowość         | Parafia                                                 | Grafika | Kościół                                                                       | Adres                                       |
| --- | ------------------- | ------------------------------------------------------- | ------- | ----------------------------------------------------------------------------- | ------------------------------------------- |
| 1   | Baza                | Parafia św. Jana Chrzciciela                            |         | Kościół św. Jana Chrzciciela w Baza                                           | Calle Mesto 8 Baza                          |
| 2   | Baza                | Parafia św. Jakuba Apostoła                             |         | Kościół św. Jakuba Apostoła w Baza                                            | Callejón Transcampanas s/n Baza             |
| 3   | Baza                | Parafia (del Sagrario) w Baza                           |         | Kościół (del Sagrario) w Baza                                                 | Plaza Mayor 3 Baza                          |
| 4   | Baza                | Parafia Świętego Anioła                                 |         | Kościół Świętego Anioła w Baza                                                | Calle Santo Ángel 9 Baza                    |
| 5   | Baúl                | Parafia Zwiastowania Najświętszej Maryi Panny           |         | Kościół Zwiastowania Najświętszej Maryi Panny w Baúl                          | Plaza de la Iglesia s/n Baúl                |
| 6   | Benamaurel          | Parafia Zwiastowania Najświętszej Maryi Panny           |         | Kościół Zwiastowania Najświętszej Maryi Panny w Benamaurel                    | Plaza Mayor 11 Benamaurel                   |
| 7   | Bácor               | Parafia Matki Bożej Fatimskiej                          |         | Kościół Matki Bożej Fatimskiej w Bácor                                        | Plaza de la Iglesia s/n Bácor               |
| 8   | Campocámara         | Parafia Matki Bożej Różańcowej                          |         | Kościół Matki Bożej Różańcowej w Campocámara                                  | Calle San Roque 14 Campocámara              |
| 9   | Caniles             | Parafia Najświętszej Maryi Panny i św. Pawła            |         | Kościół Najświętszej Maryi Panny i św. Pawła w Caniles                        | Cardenal Mendoza s/n Caniles                |
| 10  | Castilléjar         | Parafia Niepokalanego Poczęcia Najświętszej Maryi Panny |         | Kościół Niepokalanego Poczęcia Najświętszej Maryi Panny w Castilléjar         | Calle Salitre 3 Castilléjar                 |
| 11  | Cortes de Baza      | Parafia Zwiastowania Najświętszej Maryi Panny           |         | Kościół Zwiastowania Najświętszej Maryi Panny w Cortes de Baza                | Calle Iglesia 16 Cortes de Baza             |
| 12  | Cuevas del Campo    | Parafia św. Izydora                                     |         | Kościół św. Izydora w Cuevas del Campo                                        | Calle Iglesia s/n Cuevas del Campo          |
| 13  | Cúllar              | Parafia Zwiastowania Najświętszej Maryi Panny           |         | Kościół Zwiastowania Najświętszej Maryi Panny w Cúllar                        | Plaza San Pío XII Cúllar                    |
| 14  | El Margen de Cúllar | Parafia Niepokalanego Poczęcia Najświętszej Maryi Panny |         | Kościół Niepokalanego Poczęcia Najświętszej Maryi Panny w El Margen de Cúllar | Plaza de la Iglesia s/n El Margen de Cúllar |
| 15  | Freila              | Parafia Zwiastowania Najświętszej Maryi Panny           |         | Kościół Zwiastowania Najświętszej Maryi Panny we Freila                       | Plaza de la Iglesia 3 Freila                |
| 16  | Las Vertientes      | Parafia św. Jana Bautisty                               |         | Kościół św. Jana Bautisty w Las Vertientes                                    | Plaza de la Iglesia s/n Las Vertientes      |
| 17  | Venta Quemada       | Parafia Wniebowzięcia Najświętszej Maryi Panny          |         | Kościół Wniebowzięcia Najświętszej Maryi Panny w Venta Quemada                | Plaza de la Iglesia 3 Venta Quemada         |
| 18  | Zújar               | Parafia Zwiastowania Najświętszej Maryi Panny           |         | Kościół Zwiastowania Najświętszej Maryi Panny w Zújar                         | Callejón de la Iglesia Zújar                |